# Théâtre Lepic
Le théâtre Lepic est une salle de spectacle située au 1 avenue Junot, dans le 18e arrondissement de Paris, sur la butte Montmartre. 
Inauguré en 1954 sous le nom de théâtre du Tertre, il est entièrement reconstruit en 1983 par son nouveau propriétaire, le réalisateur Claude Lelouch qui le rebaptise Studio 13, puis Ciné 13 Théâtre, avant d'être racheté par sa fille, Salomé Lelouch, qui en fait le théâtre Lepic en 2008. 

## Historique

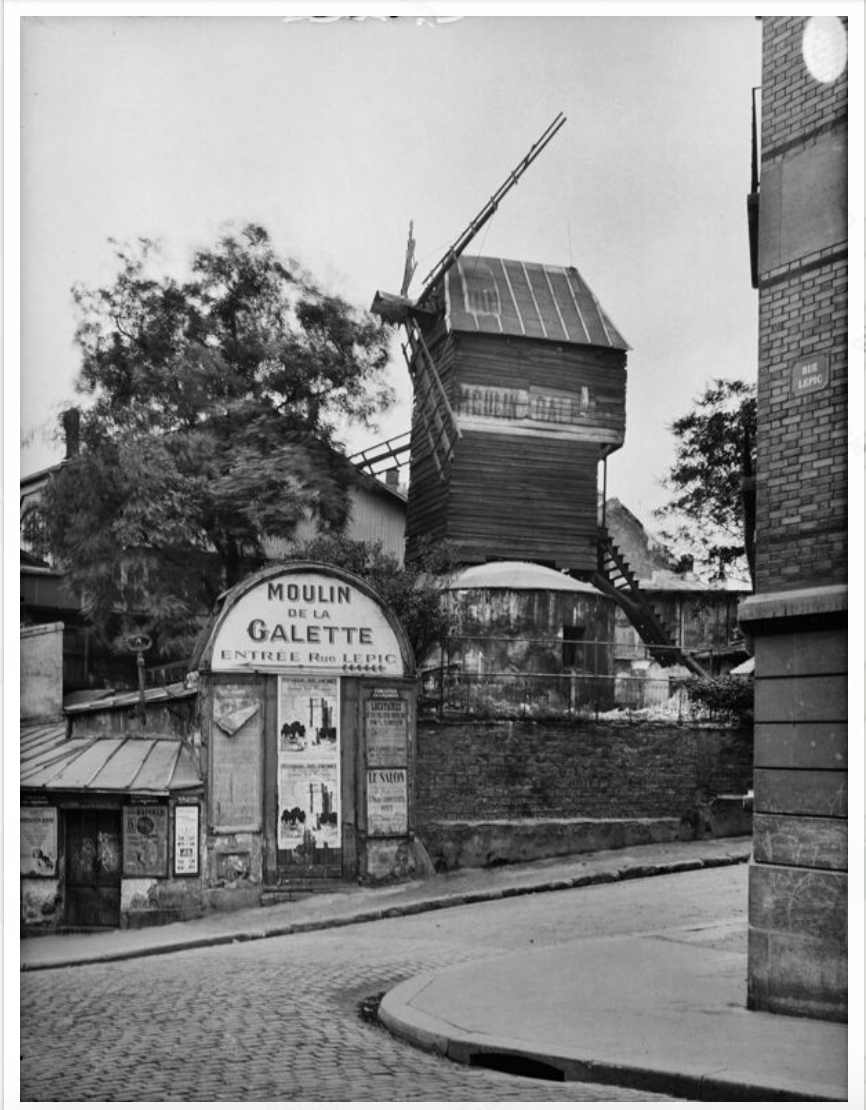
Le moulin Radet en 1922.

### Théâtre du Tertre
Situé  au cœur de Montmartre, à l'angle des rues Lepic et Girardon sur un terrain appartenant à la Société d’exploitation des établissements du moulin de la Galette, le lieu est dans les années 1940 un cabaret nommé Sur les toits de Paris aménagé dans le moulin Radet, dit « moulin de la Galette ». Dirigé par Pierre Chayrou, il propose des dîners agrémentés de tours de chant de chansonniers tels que Stello, dans la grande tradition des cabarets montmartrois comme Le Lapin à Gill.
Le 13 décembre 1954, le théâtre du Tertre est inauguré  sous la co-direction de l'écrivain Georges Charaire et du metteur en scène Pierre Sonnier. Le premier spectacle représenté y est Habeas Corpus d'Yves Jamiaque. 
Il devient en peu de temps un des principaux théâtres d’essai de la capitale : ami de Charaire, Eugène Ionesco y fait ses débuts, les peintres Claude Grosperrin, Frédéric Menguy et Claude Raimbourg leur première exposition.
En 1958, le metteur en scène Gabriel Garran, futur fondateur du théâtre de la Commune, y installe sa toute nouvelle compagnie, le « Théâtre contemporain » mais, criblé de dettes, il doit renoncer l'année suivante.
Le metteur en scène Pierre Arnaudeau et la comédienne Fabienne Mai en assurent l’exploitation de 1959 à 1975, mais malgré les travaux entrepris et les succès tant publics que critiques, le théâtre doit fermer, laissant place à un restaurant ne conservant que le moulin Radet sur son toit en guise d'attraction. 

### Studio 13 et Ciné 13 Théâtre

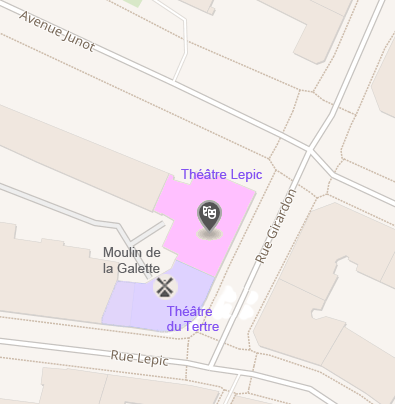
Emplacements du théâtre du Tertre et du théâtre Lepic.

Afin de pouvoir organiser des soirées privées, un autre petit théâtre est construit à quelques mètres de là sur la même propriété, que le réalisateur Claude Lelouch décide en 1982 de racheter.
En 1983, le lieu est entièrement reconstruit et décoré façon années 1920 par son nouveau propriétaire, le réalisateur Claude Lelouch, à l'occasion du tournage du film Édith et Marcel pour lequel il sert de décor. Rebaptisé un temps Studio 13, puis Ciné 13 Théâtre, il fonctionne comme un cinéma de quartier où le réalisateur présente également ses films en avant-première, dans une salle réputée pour ses larges fauteuils en cuir. Quelques pièces de théâtre y sont également montées à partir des années 1990.
En 2000, des canapés rouges remplacent les fauteuils club et la salle devient un théâtre à part entière.
En 2003, ayant pratiquement abandonné une carrière d’actrice qu’elle dit « ne pas lui convenir » et épaulée par Arthur Jugnot, Salomé Lelouch, la fille de Claude Lelouch, prend la direction de la salle fermée depuis un an à la suite d'une faillite. Elle se consacre désormais à la mise en scène, à l’écriture et à la production de spectacles vivants via sa société nouvellement créée, P’tite Peste Production,. 
Elle y présente ses propres mises en scène, telles que La Dame de chez Maxim (2006) avec Rachel Arditi, Raphaële Moussafir et Nicolas Martinez et Qu’est-ce qu’on attend ? (2009) avec Sarah Biasini, Benjamin Bellecour et Rachel Arditi. Ces deux pièces seront jouées plus de deux cents fois au Ciné 13 Théâtre, et tourneront un peu partout en France.
À partir de 2006, le théâtre héberge également le festival de formes courtes théâtrales « Mises en capsules », terrain d'expérimentation privilégié où metteurs en scène débutants ou confirmés (Patrick Chesnais, Niels Arestrup…) se partagent l'affiche et présentent des créations originales d’une demi-heure, cinq spectacles par soir, sur plusieurs soirées,. Alexis Michalik signé ses débuts dans cette salle, notamment avec Le Porteur d'histoire qui était à la base une « capsule ».
En 2009, Salomé Lelouch produit le Roméo et Juliette d'Alexis Michalik et organise le record du monde du plus long concert. Donné par le pianiste canadien Chilly Gonzales, il durera exactement 27 heures 3 minutes et 44 secondes entre le 17 et le 18 mai.
En 2013, elle met en scène La Dernière Demi-heure de Julien Chavannes, une « mise en capsule » d’une demi-heure portant sur la réflexion d'un candidat qualifié au second tour de l'élection présidentielle.
La même année, l'adaptation théâtrale du roman de Grégoire Delacourt, Mikaël Chirinian obtient le Molière seul(e) en scène pour La Liste de mes envies.

### Théâtre Lepic
En 2018, Salomé Lelouch rachète la salle à son père et le rebaptise théâtre Lepic — « le plus haut de Paris ». Après quelques mois de travaux, celui-ci rouvre officiellement ses portes. De vrais fauteuils de théâtre ont remplacé les fauteuils rouges des premiers rangs mais l’ambiance Art déco du tournage d’Édith et Marcel est toujours présente.
Désormais d'une capacité de 150 places, la salle fait la part belle à la création, notamment de jeunes compagnies, proposant entre autres depuis quelques années une série de classiques revisités, de Feydeau à Shakespeare. 
L'artiste associé de la réouverture du théâtre en 2018 est à nouveau Mikaël Chirinian. Il y joue son seul-en-scène L'Ombre de la Baleine d'après Herman Melville et met en scène la comédie J'aime Valentine, mais bon… de Rudy Milstein ainsi que Chatons violents de l'humoriste Océan.
Le théâtre propose également une programmation jeune public, des concerts acoustiques, des spectacles musicaux et des festivals de théâtre et de courts métrages.

## Programmation
Source : Les Archives du spectacle

### Théâtre du Tertre

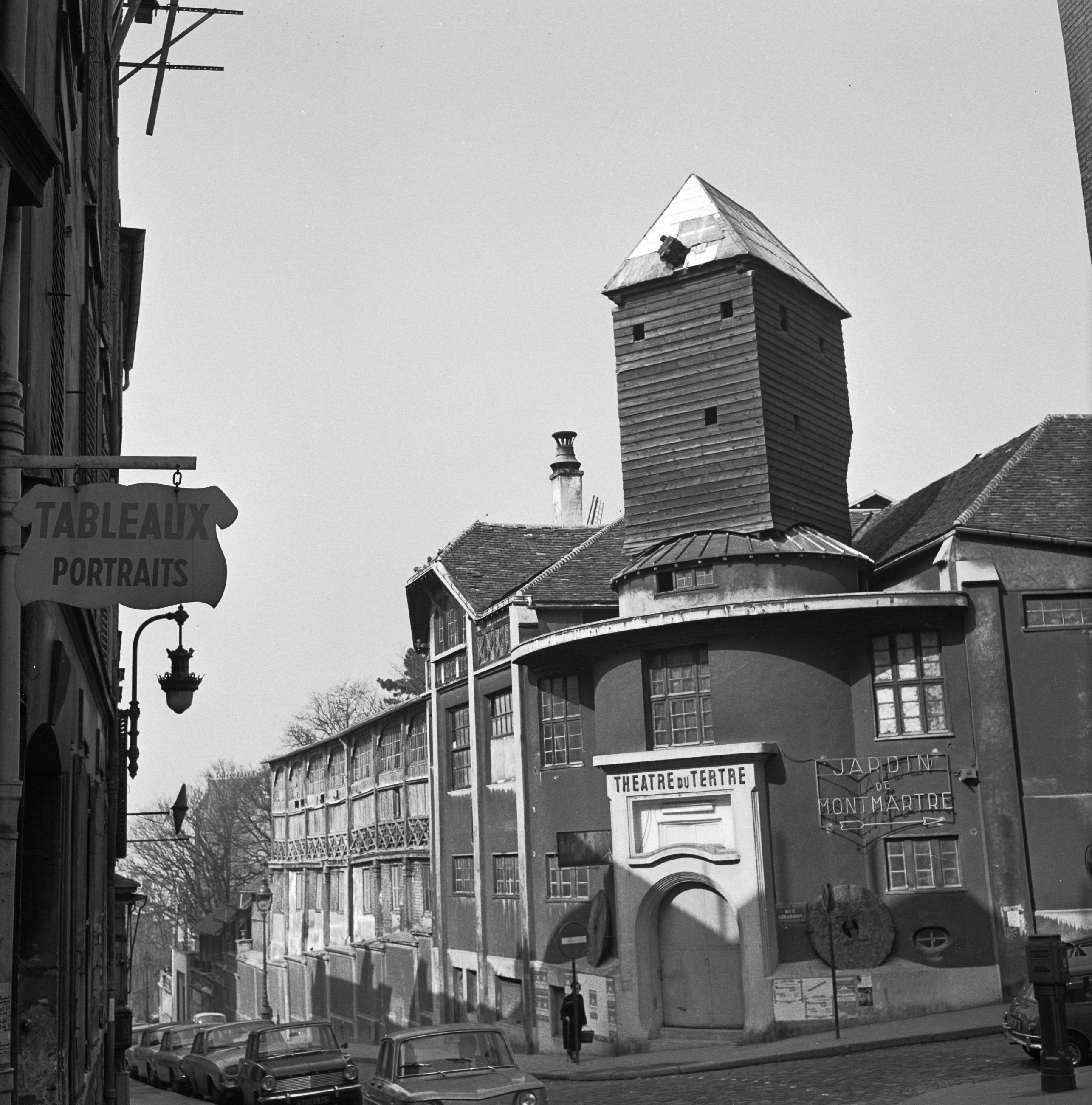
Le théâtre du Tertre et le moulin de la Galette (moulin Radet) en 1965.

- 1954 : Habeas Corpus d'Yves Jamiaque, mise en scène Pierre Sonnier[22] (décembre)
- 1955 : À son image de Jean Lescure,  mise en scène Jean-Claude Dumoutier[23]
- 1955 : Le Scieur de long de Marcel Moussy, mise en scène Pierre Sonnier
- 1956 : Protée de Paul Claudel, mise en scène Jacques Ber
- 1957 : Le Ménage de Caroline de de Michel de Ghelderode, mise en scène Jacques Berthon
- 1957 : Huis clos de Jean-Paul Sartre,  mise en scène Daniel Brémont
- 1958 : Prométhée  d’Eschyle, adaptation Jean de Beer, mise en scène Pierre-Alain Jolivet
- 1958 : Mala de Jean Laugier, mise en scène Pierre-Alain Jolivet, musique André Jolivet
- 1958 : On ne meurt pas à Corinthe de Robert Merle, mise en scène Gabriel Garran
- 1958 : La Mariane de Tristan l'Hermite, mise en scène Antoine Bourseiller
- 1959 : Tristan et Yseult de Jean de Beer, mise en scène Pierre-Alain Jolivet
- 1959 : Un jeune homme en habit d'Armand Lanoux, mise en scène Gabriel Garran
- 1959 : Vassa Geleznova de Maxime Gorki, traduction Arthur Adamov, mise en scène Gabriel Garran
- 1960 : Les Noms du pouvoir de Jerzy Broszkiewicz, mise en scène Pierre Arnaudeau
- 1960  : Les Policiers  de Sławomir Mrożek, mise en scène Sergio Gerstein
- 1960  : Œdipe roi de Sophocle, mise en scène Rafael Rodriguez
- 1960  : Les Amours de Zélinde et Lindor de Carlo Goldoni, mise en scène Yves Gasc
- 1960  : Meurtre provisoire de Pierre Siniac, mise en scène Paul Duparc
- 1960  : Jean-Gabriel Borkman  d'Henrik Ibsen, mise en scène Pierre Arnaudeau
- 1960  : Monsieur chez Madame  de Robert Cardinne-Petit
- 1960  : Baltasar  de Carlos Gorostiza, mise en scène Jacques Chavert
- 1961 : Existez-vous M. Johns ?  de Stanisław Lem, mise en scène Paul Duparc
- 1961 : Pour Federico Garcia Lorca,  conception Jacques Fromentin
- 1961 : La Bande à Clotaire de J.-J. Vildieu, mise en scène Jean Baptiste
- 1961 : Oncle Vania  d'Anton Tchekhov, mise en scène André Cellier
- 1961-1962 : Hyménée  d'après Nicolas Gogol, mise en scène Paul Duparc
- 1961 : Claude de Lyon  d’Albert Husson, mise en scène Julien Bertheau
- 1961 : L'Impromptu des collines d’Albert Husson,  mise en scène Julien Bertheau
- 1962 : Tout pour le mieux de Luigi Pirandello mise en scène Pierre Arnaudeau
- 1962 : Sortie de l'acteur de Michel de Ghelderode,  mise en scène Hélène Bernsen (création)
- 1963 : Le Sorcier  de Christian Liger, mise en scène Marie-Claire Valène
- 1963 : Mademoiselle Julie  d’August Strindberg, mise en scène Paul Duparc
- 1963 : Rosmersholm d'Henrik Ibsen, mise en scène Pierre Arnaudeau
- 1963 : Mesure pour rien de Jean Rebel, mise en scène Pierre Arnaudeau
- 1964 : Histoire naturelle du couple : La Révolte  d’Auguste de Villiers de l'Isle-Adam, Les Honnêtes Femmes  d'Henry Becque et Vieux Ménage d’Octave Mirbeau
- 1964 : Le Libertin de Jacques Bour,  mise en scène Pierre Arnaudeau
- 1964 : Le Garde-chasse de Lazare Kobrynski (création)
- 1964 : Âmes solitaires de Gerhart Hauptmann
- 1964 : La Dame au petit chien de Lazare Kobrynski d'après Anton Tchekhov,  mise en scène Alain Quercy
- 1964 : La vie est un songe d'après Pedro Calderón de la Barca, mise en scène Philippe Desboeuf
- 1965  : Léo Burckart de Gérard de Nerval, mise en scène Pierre Arnaudeau
- 1965 : Les Bas-fonds de la société  d'Henry Monnier, mise en scène Pierre Arnaudeau
- 1965 : La Femme cheval de Bertil Schütt, mise en scène Jan Ivarsson
- 1966 : Clock-City  de Narcisse Praz, mise en scène Yves Bureau
- 1966 : Une saison en enfer  d’Arthur Rimbaud, mise en scène Nicolas Bataille
- 1967 : Allergie de Cecil P. Taylor, mise en scène Jacques Clancy
- 1967 : Une heure pour déjeuner d'après John Mortimer, mise en scène Jacques Clancy
- 1967 : La Main courante de Simon Bruleport,  mise en scène Pierre Arnaudeau
- 1968 : Les Nuits blanches  d'après Fiodor Dostoïevski, mise en scène Pierre Arnaudeau
- 1969 : L'Île des chèvres  d’Ugo Betti, mise en scène Pierre Arnaudeau
- 1969 : Les Sincères et La Surprise de l'amour de Marivaux, mise en scène Pierre Arnaudeau
- 1970 : Comédie pour un homme qui meurt de Bernard Mazeas,  mise en scène Jean Le Lamer
- 1970 : Ove de Mitzi, mise en scène Claudine Vattier
- 1971 : Le Démon ressuscité de Jean Nicolas, mise en scène Roger Christophol
- 1971 : La Dame au petit chien de Fabienne Mai et Rita Bayance et Volodia de Fabienne Mai, mise en scène Fabienne MaI
- 1971 : Le Voyage d'Orphée d'après Jean Cocteau, mise en scène Jean Menaud
- 1972 : Noir Eden de Pierre Lose, mise en scène de l'auteur
- 1972 : Cédrats de Sicile, L'Étau et Cecé de Luigi Pirandello, mise en scène Pierre Arnaudeau
- 1972 : Heureusement ce n'est pas tous les jours dimanche de Jean-Jacques Varoujean, mise en scène Gabriel Cinque
- 1972-1973 : Le Mari de la veuve d’Alexandre Dumas, Auguste Anicet-Bourgeois et Eugène Durieu, mise en scène Pierre Arnaudeau
- 1973 : Chicago dans mon placard d’Aristide-Christian Charpentier, mise en scène Pierre Arnaudeau (création)
- 1974 : Arlène Supin chez les Martiens de Marc Jolivet, mise en scène de l'auteur
- 1974 : Mozart ou le Requiem inachevé de Gabrielle Dalret,  mise en scène Catherine Brieux
- 1974 : Le Sauvage d'Anton Tchekhov, mise en scène Pierre Arnaudeau[24]
- 1975 : Corruption au palais de justice d'après Ugo Betti, mise en scène Pierre Arnaudeau
- 1975 : Ombres de John White, mise en scène Pierre Arnaudeau

### Studio 13 / Ciné 13 Théâtre

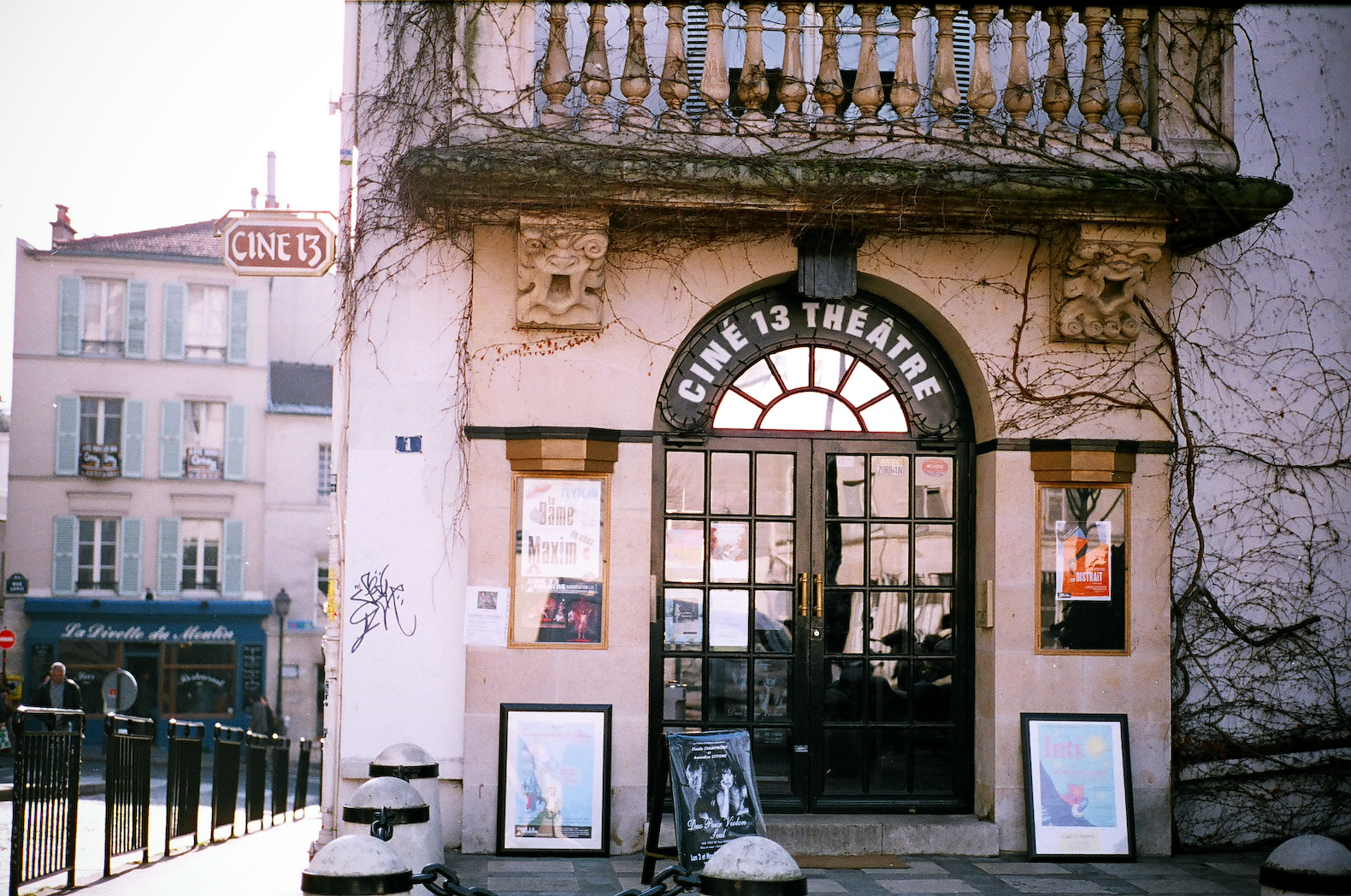
Le Ciné 13 Théâtre en 2007.

- 2000 : Jour de fête en autobus d'après Jacques Prévert, mise en scène Yves Le Guillochet
- 2001 : Sale type  d'après Sylvie Cohen mise en scène Idwig Stéphane
- 2003 : Yourcenar, juste avant l'aube de Pierrette Dupoyet, mise en scène de l'auteure
- 2004-2005 : Un amour de sorcière  de Pierre-Antoine Durand, mise en scène Salomé Lelouch
- 2006 : La Dame de chez Maxim de Georges Feydeau, mise en scène Salomé Lelouch
- 2006 : Nationale 666 de Lilian Lloyd, mise en scène de l'auteur
- 2006 : Mastication de Patrick Kermann, mise en scène Pierre-Marie Carlier
- 2006 : Clic Clac de Gil Coudène, mise en scène Andréa Brusque
- 2007 : Au bal des chiens,  mise en scène Alexandra Chouraqui et Camille Cottin
- 2007-2008 : Chacun chez soi  d’Adélaïde Pralon, mise en scène de l'auteure
- 2007-2008 : Barbe Bleue d’Ida Gordon et Aurélien Berda, mise en scène André Nerman
- 2008 : Le Plus Heureux des trois  d’Eugène Labiche, mise en scène Igor Mendjisky
- 2008 : Le Détail des choses  de Gérald Aubert, mise en scène Ladislas Chollat
- 2008 : L'Histoire des ours panda de Matei Vișniec, mise en scène Salomé Lelouch
- 2009 : Hamlet  d'après William Shakespeare, mise en scène Igor Mendjisky
- 2009 : Soirée Vengeance : Le Baiser dans la nuit et La Loterie de la mort de Maurice Level, Eddy Ghilain et Pierre Laroque, mise en scène Jonathan Hume et Jean-Patrick Vieu
- 2009 : Grand Guignol et L'Atroce Volupté de Georges Neveux et Max Maurey, mise en scène Frédéric Jessua
- 2009 : La Voix humaine de Jean Cocteau, mise en scène Dimitri Rataud
- 2009-2010 : Qu’est-ce qu’on attend ?  de Salomé Lelouch, mise en scène de l'auteure
- 2010 : Masques et Nez, mise en scène Igor Mendjisky (reprise en 2013)
- 2010 : Bal-trap  de Xavier Durringer, mise en scène Camille Hugues
- 2010 : Famille(s) - Triptyque d'après Philippe Minyana, Noëlle Renaude et Carole Fréchette, mise en scène Crystal Shepherd-Cross
- 2010 : À voir absolument ! de Frédéric Tokarz, mise en scène Nicolas Lartigue
- 2010 : Album de famille, mise en scène Isabelle Turschwell et Lauri Lupi
- 2011 : Adèle et les Merveilles, mise en scène William Mesguich
- 2011 : La Femme qui frappe de Victor Haïm, mise en scène Victor Haïm
- 2011 : I Am an Emotional Creature d’Eve Ensler, mise en scène Jo Bonney
- 2011 : Agnès, légère d'Agnès Debord,  mise en scène Laurent Fraunié
- 2011 : La Maîtresse en maillot de bain  de Fabienne Galula, mise en scène Jean-Philippe Azéma
- 2012 : Une scène  de Diastème, mise en scène de l'auteur
- 2012 : Abilifaïe Léponaix  de Jean-Christophe Dollé, mise en scène de l'auteur
- 2012 : Dialogue aux enfers de Maurice Joly, mise en scène Hervé Dubourjal
- 2012 : Betty Colls  de Paul Jeanson, mise en scène de l'auteur
- 2012 : Italienne scène  de Jean-François Sivadier, mise en scène Victorien Robert
- 2012 : Amours et Feydeau  de Georges Feydeau, mise en scène Léonard Matton
- 2012 : Triwap,  mise en scène Jean-Michel Fournereau
- 2012 : Le Porteur d'histoire ou Chasse au trésor littéraire d'Alexis Michalik (1re version)
- 2012-2013 : Être le loup  d'après Bettina Wegenast, mise en scène Corinne Réquéna
- 2012-2013 : Au plus simple  de Frédéric Tokarz, mise en scène de l'auteur
- 2013 : D.A.F. Marquis de Sade  de Pierre-Alain Leleu, mise en scène Nicolas Briançon
- 2013 : La Liste de mes envies d'après Grégoire Delacourt, mise en scène Anne Bouvier
- 2013 : Fernando Krapp m'a écrit cette lettre  de Tankred Dorst, mise en scène Grégoire Leprince-Ringuet
- 2013 : À tire-d'aile  de Pauline Bayle, mise en scène de l'auteure
- 2013 : Un concours de circonstances  de Catherine Verlaguet, mise en scène Anne Bouvier
- 2013 : La Cantatrice chauve  d’Eugène Ionesco, mise en scène Clio Van de Walle
- 2013-2014 : Les Fables de La Fontaine d'après Jean de La Fontaine, mise en scène William Mesguich
- 2014 : Violoncelle sur canapé, conception Cécile Girard
- 2014 : Trois actrices dont une de Justine Martini, Nelly Morgenstern et Elsa Rozenknop, mise en scène des auteures
- 2014 : Mathilde première, reine d'Angleterre  de Gabor Rassov, mise en scène de l'auteur (Festival Mises en Capsules)
- 2015 : Brigade financière  d'Hugues Leforestier, mise en scène Anne Bourgeois
- 2015 : Autour de ma pierre, il ne fera pas nuit de Fabrice Melquiot, mise en scène Sébastien Bonnabel
- 2015 : Mini moi  de Nicolas Haudelaine, mise en scène de l'auteur (Festival Mises en Capsules)
- 2015 : Le corps parle  d’Aurélie Denis, mise en scène Arnaud Denis (Festival Mises en Capsules)
- 2015 : Les Égouts de mon âme  de Sébastien Blanc, mise en scène Anne Bouvier (Festival Mises en Capsules)
- 2015 : Discorde  d’Alexandre Markoff, mise en scène de l'auteur (Festival Mises en Capsules)
- 2015 : Inséparables  de Muriel Combeau, mise en scène Thierry Lavat (Festival Mises en Capsules)
- 2015 : Chaotique  de Grégory Vouland, mise en scène Ladislas Chollat (Festival Mises en Capsules)
- 2015 : Bataille au sommet  de Roland Topor, mise en scène Emmanuel Murat (Festival Mises en Capsules)
- 2015 : Je vous souhaite d'être follement aimé(e/s)  de Sophie Bricaire, mise en scène de l'auteure (Festival Mises en Capsules)
- 2015 : Le Déni d'Anna d’Isabelle Jeanbrau, mise en scène de l'auteure (Festival Mises en Capsules)
- 2015 : Sensitives  de Naéma Boudoumi, mise en scène de l'auteure (Festival Mises en Capsules)
- 2015 : Hervé  d’Adrienne Ollé, mise en scène de l'auteure (Festival Mises en Capsules)
- 2015 : OPNI : Objet Politique Non Identifié  de Charlotte des Georges, mise en scène Véronique Dossetto (Festival Mises en Capsules)
- 2015 : Les Listes  d'après Julio D. Wallovits, mise en scène Victoire Berger-Perrin (Festival Mises en Capsules)
- 2015 : Un baiser s'il vous plait  d'après Emmanuel Mouret, mise en scène Sandra Everro (Festival Mises en Capsules)
- 2015 : Duce  de Matthieu Pierret, mise en scène Marc Riso (Festival Mises en Capsules)
- 2015 : Je descends souvent dans ton cœur  de Flore Grimaud, mise en scène Benjamin Guedj
- 2015-2016 : 2 bras, 2 jambes de Françoise Dasque, mise en scène Zarina Khan
- 2016 : Le Bourgeois gentilhomme de Molière, mise en scène Matthias Fortune Droulers
- 2016 : Matthieu(x)  de Caroline Sahuquet, mise en scène de l'auteure
- 2016 : Pas là de Léon Masson, mise en scène de l'auteur
- 2016 : Le Mariage forcé de George Dandin  d'après Molière, mise en scène Ivan Herbez
- 2017 : Le roi se meurt  d’Eugène Ionesco, mise en scène Julia Duchaussoy
- 2017 : Intra-Muros d'Alexis Michalik
- 2017  : Un amour de Swann  d'après Marcel Proust, mise en scène Nathalie Vierne
- 2017-2018  : Un conte du chat perché, d'après Marcel Aymé,  musique Isabelle Aboulker, mise en scène Sébastien Davis
- 2018 : Smoke Rings d'après Léonore Confino, mise en scène Sébastien Bonnabel
- 2018  : Il faut qu'une porte soit ouverte ou fermée  d’Alfred de Musset, mise en scène Matthias Fortune Droulers
- 2018  : La Dispute de Marivaux, mise en scène Simon Letellier

### Théâtre Lepic
- 2018 : J'aime Valentine, mais bon… de Rudy Milstein, mise en scène Mikaël Chirinian
- 2018-2019 : L'Ombre de la baleine de Mikaël Chirinian et Océan d'après Herman Melville, mise en scène Anne Bouvier
- 2018-2019 : Chatons violents d'Océan, mise en scène Mikaël Chirinian
- 2019 : Cyrano ostinato fantaisies  de Sébastien Bonnabel, mise en scène de l'auteur
- 2019 : Françoise par Sagan d'après Françoise Sagan, mise en scène Alex Lutz
- 2019 : Songes d'un illusionniste, conception Rémi Larrousse
- 2019 : La Petite Sirène  d'après Hans Christian Andersen, mise en scène Freddy Viau
- 2020 : Hip ! Hip ! Hip ! de Lili Cros et Thierry Chazelle, mise en scène Fred Radix et François Pilon
- 2020  : Lorsque Françoise paraît  d’Éric Bu, mise en scène de l'auteur
- 2021-2023 : Changer l'eau des fleurs  d'après Valérie Perrin, mise en scène Salomé Lelouch et Mikaël Chirinian
- 2022 : Les Enquêtes de l'Inspecteur T.  d'après Pierre Gripari, mise en scène Éric Fauveau
- 2022 : Believers  de Ken Jaworowski, mise en scène Aurélie Camus
- 2022 : La Ligne rose  d’Odile Blanchet, Bérénice Boccara et Sana Puis, mise en scène Jean-Laurent Silvi
- 2023 : Mixity,  mise en scène Bruno Agati
- 2023 : Deux mains, la liberté d’Antoine Nouel, mise en scène de l'auteur
- 2023 : Déjeuner en paix  d'après Charlotte Gabris, mise en scène Kelly Gowry (Festival Mises en Capsules)
- 2023 : On avait dit “Pas les mères”  d’Alexandre Texier, mise en scène Jill Gagé (Festival Mises en Capsules)
- 2023 : Godzilla Bémol de Zacharie Saal, mise en scène de l'auteur (Festival Mises en Capsules)
- 2023 : La Disparition de Josef Mengele d'après Olivier Guez, mise en scène Benoît Giros (Festival Mises en Capsules)
- 2023 : The Loop  de Robin Goupil, mise en scène de l'auteur (Festival Mises en Capsules)
- 2023 : La Subversion du langage  de Clément Viktorovitch, mise en scène Ferdinand Barbet (Festival Mises en Capsules)
- 2023 : Faire-part  de Valérie Perrin, mise en scène Tess Lauvergne (Festival Mises en Capsules)
- 2023 : Exposé de vulgarisation sur les fantômes  de Pierre-Antoine Billon, mise en scène de l'auteur (Festival Mises en Capsules)
- 2023 : Dîner(s) entre filles  d’Axelle Jah Njiké, mise en scène Benjamin Gauthier (Festival Mises en Capsules)
- 2023 : Freedom Club  de Nicolas Le Bricquir, mise en scène de l'auteur (Festival Mises en Capsules)
- 2023 : C'est comme ça de Marc Arnaud, mise en scène de l'auteur (Festival Mises en Capsules)
- 2023 : Demain tout le monde aura oublié  d’Alexandra Bialy, mise en scène de l'auteure (Festival Mises en Capsules)
- 2023 : Super Raptor  de Romain Duquesne  (Festival Mises en Capsules)
- 2023 : Animal-Machine  de Théophile Clément Brossas, mise en scène de l'auteur (Festival Mises en Capsules)
- 2023 : Cas de conscience  d'Hélie Chomiac, mise en scène de l'auteure (Festival Mises en Capsules)
- 2023 : Smudge  d'après Rachel Axler, mise en scène Tadrina Hocking (Festival Mises en Capsules)
- 2023 : Le Testament Médicis de Stéphane Landowski, mise en scène Raphaëlle Cambray (Festival Mises en Capsules)
- 2023-2024 : Ferme bien ta gueule de Julien Ratel, mise en scène Benjamin Gauthier et  	Ludivine de Chastenet
- 2023-2024 : Roméo et Juliette d'après William Shakespeare, mise en scène Romain Chesnel et Caroline de Touchet
- 2024 : C'est pas facile d'être heureux quand on va mal, mise en scène Rudy Milstein et Nicolas Lumbreras
- 2024 : Ce qui ne nous tue pas, mise en scène Nicolas Briançon